# Degerölandet
Degerölandet är en ö i Finland.   Den ligger i kommunen Ingå i landskapet Nyland, i den södra delen av landet, 50 km väster om huvudstaden Helsingfors.

## Etymologi
Namnet Degerö kommer från digher (’stor’) och ö. Den forna ön är numera förbunden med fastlandet genom en landtunga. Tidigare dokumentera namn är Digeröö (1456) och Degeröö (1457).